# Barotac Nuevo
Barotac Nuevo è una municipalità di terza classe delle Filippine, situata nella Provincia di Iloilo, nella Regione del Visayas Occidentale.
Barotac Nuevo è formata da 29 baranggay:
- Acuit
- Agcuyawan Calsada
- Agcuyawan Pulo
- Bagongbong
- Baras
- Bungca
- Cabilauan
- Cruz
- Guintas
- Igbong
- Ilaud Poblacion
- Ilaya Poblacion
- Jalaud
- Lagubang
- Lanas

- Lico-an
- Linao
- Monpon
- Palaciawan
- Patag
- Salihid
- So-ol
- Sohoton
- Tabuc-Suba
- Tabucan
- Talisay
- Tinorian
- Tiwi
- Tubungan